# Pastore Torino
Football Club Pastore – włoski klub piłkarski z siedzibą w Turynie.

## Historia
FC Pastore został założony w 1915 roku w Turynie. W sezonie 1919/20 debiutował w najwyższej klasie rozgrywek włoskiej piłki nożnej, w której zajął przedostatnie 5 miejsce w grupie B Piemontu Prima Categoria.
W sezonie 1920/21 ponownie zajął przedostatnie 5 miejsce w grupie A Piemontu Prima Categoria.
W sezonie 1921/22 zostały rozegrane dwa różne mistrzostwa Włoch, zorganizowane przez Włoską Konfederację Piłkarską (CCI) (dla 24 zespołów) oraz przez FIGC. FC Pastore pozostał wierny FIGC, ale mimo słabych przeciwników w grupie Piemont w eliminacjach Prima Categoria przyszedł tylko trzecim za zaskakującym Novese (który, mimo że niedawno awansował, w tym sezonie zdobył tytuł mistrzowski) i US Torinese.
To miejsce, które zajął FC Pastore w poprzednim sezonie, nie pozwolił pozostać w pierwszej lidze w następnym sezonie. Musiał najpierw uczestniczyć w eliminacjach. W rundzie wstępnej wygrał z Viareggio, a w ostatniej rundzie pokonał drużynę Spezia Calcio 1:1 i 2:1, co pozwoliło startować w rozgrywkach najwyższej klasy. Jednak przedostatnie 11 miejsce w grupie C Lega Nord Prima Divisione 1922/23, doprowadziło jednak do zdegradowania do drugiej ligi.
W sezonie 1923/24 klub przedostatnie 6 miejsce w grupie A drugiej ligi i spadł do trzeciej ligi. W następnym sezonie klub nie mógł wystartować najpierw przez odmowę użyczenia stadionu, a później zakazów przez wszystkie organizacje sportowe oraz agencje federalne na rozkaz władz faszystowskich. Później klub został rozwiązany.

## Sukcesy

### Trofea międzynarodowe
Nie uczestniczył w rozgrywkach europejskich (stan na 31-05-2014).

### Trofea krajowe
| \| \| Zdobyte trofea w rozgrywkach Włoch (stan na: 1-01-2014) \| |                                                         |      |                                                    |
| Rozgrywki                                                        | Osiągnięcie                                             | Razy | Sezon(y)                                           |
| · Mistrzostwo                                                    | I miejsce                                               | 0    |                                                    |
| · Mistrzostwo                                                    | II miejsce                                              | 0    |                                                    |
| · Mistrzostwo                                                    | III miejsce                                             | 0    |                                                    |
| · Mistrzostwo                                                    | 5 miejsce                                               | 2    | 1919/20 (grupa Piemontu), 1920/21 (grupa Piemontu) |
| · Puchar                                                         | zdobywca                                                | 0    |                                                    |
| · Puchar                                                         | finalista                                               | 0    |                                                    |
| · Puchar                                                         | 1/32 finału                                             | 1    | 1922                                               |
| II liga                                                          | I miejsce                                               | 0    |                                                    |
| II liga                                                          | II miejsce                                              | 0    |                                                    |
| II liga                                                          | III miejsce                                             | 0    |                                                    |
| Włochy                                                           | Zdobyte trofea w rozgrywkach Włoch (stan na: 1-01-2014) |      |                                                    |

## Stadion
Klub rozgrywał swoje mecze domowe na stadionie Campo di Pozzo Strada w Turynie.